# Delias hippodamia
Delias hippodamia är en fjärilsart som beskrevs av Wallace 1867. Delias hippodamia ingår i släktet Delias och familjen vitfjärilar. Inga underarter finns listade i Catalogue of Life.